# Diócesis de Muzaffarpur
La diócesis de Muzaffarpur (en latín: Dioecesis Muzaffarpurensis y en inglés: Roman Catholic Diocese of Muzaffarpur) es una circunscripción eclesiástica de la Iglesia católica en India. Se trata de una diócesis latina, sufragánea de la arquidiócesis de Patna. Desde el 11 de julio de 2014 su obispo es Cajetan Francis Osta.

## Territorio y organización
La diócesis tiene 27 120 km² y extiende su jurisdicción sobre los fieles católicos de rito latino residentes en el estado de Bihar en los distritos de: Muzaffarpur, Vaishali, Samastipur, Sitamarhi, Darbhanga, Madhubani, Saharsa, Begusarai, Madhepura, Khagaria, Sheohar y Supaul.
La sede de la diócesis se encuentra en la ciudad de Muzaffarpur, en donde se halla la Catedral de San Francisco de Asís.
En 2021 en la diócesis existían 22 parroquias.

## Historia
La diócesis fue erigida el 6 de marzo de 1980 con la bula Quandoquidem omni del papa Juan Pablo II, obteniendo el territorio de la diócesis de Patna (hoy arquidiócesis). Originalmente era sufragánea de la arquidiócesis de Ranchi.
El 27 de junio de 1998 cedió una parte de su territorio para la erección de la diócesis de Bettiah mediante la bula Cum ad aeternam del papa Juan Pablo II.
El 16 de marzo de 1999 pasó a formar parte de la provincia eclesiástica de Patna.

## Estadísticas
Según el Anuario Pontificio 2022 la diócesis tenía a fines de 2021 un total de 5845 fieles bautizados.
| Año                                                                             | Población            | Población  | Población      | Sacerdotes | Sacerdotes    | Sacerdotes    | Bautizados por sacerdote | Diáconos permanentes | Religiosos | Religiosos | Parroquias |
| Año                                                                             | Bautizados católicos | Total      | % de católicos | Total      | Clero secular | Clero regular | Bautizados por sacerdote | Diáconos permanentes | Varones    | Mujeres    | Parroquias |
| ------------------------------------------------------------------------------- | -------------------- | ---------- | -------------- | ---------- | ------------- | ------------- | ------------------------ | -------------------- | ---------- | ---------- | ---------- |
| 1990                                                                            | 8500                 | 30 914 000 | 0.0            | 37         | 10            | 27            | 229                      |                      | 41         | 223        | 20         |
| 1999                                                                            | 4000                 | 21 341 478 | 0.0            | 29         | 16            | 13            | 137                      |                      | 21         | 100        | 24         |
| 2000                                                                            | 4094                 | 21 420 909 | 0.0            | 34         | 21            | 13            | 120                      |                      | 21         | 100        | 24         |
| 2001                                                                            | 4256                 | 22 039 714 | 0.0            | 34         | 21            | 13            | 125                      |                      | 23         | 87         | 35         |
| 2002                                                                            | 4360                 | 28 305 686 | 0.0            | 34         | 22            | 12            | 128                      |                      | 22         | 87         | 35         |
| 2003                                                                            | 4503                 | 28 305 686 | 0.0            | 35         | 23            | 12            | 128                      |                      | 22         | 90         | 34         |
| 2004                                                                            | 4638                 | 29 436 742 | 0.0            | 35         | 23            | 12            | 132                      |                      | 22         | 90         | 37         |
| 2013                                                                            | 5250                 | 30 310 100 | 0.0            | 49         | 39            | 10            | 107                      |                      | 20         | 100        | 21         |
| 2016                                                                            | 5600                 | 31 308 000 | 0.0            | 43         | 31            | 12            | 130                      |                      | 24         | 125        | 19         |
| 2019                                                                            | 5800                 | 32 441 000 | 0.0            | 42         | 32            | 10            | 138                      |                      | 25         | 130        | 19         |
| 2021                                                                            | 5845                 | 33 143 260 | 0.0            | 44         | 36            | 8             | 132                      |                      | 20         | 117        | 22         |
| Fuente: Catholic-Hierarchy, que a su vez toma los datos del Anuario Pontificio. |                      |            |                |            |               |               |                          |                      |            |            |            |

## Episcopologio
- John Baptist Thakur, S.I. (6 de marzo de 1980-11 de julio de 2014 retirado)
- Cajetan Francis Osta, desde el 11 de julio de 2014